# Georg Tallberg
Georg Tallberg, född den 6 april 1961 i Helsingfors, är en finländsk seglare. Han var kusin till Peter Tallberg.
Han tog OS-brons i 470 i samband med de olympiska seglingstävlingarna 1980 i Moskva.